# Otto von Oelhafen
Otto von Oelhafen (né Otto Emil Georg Sixtus von Oelhafen le 8 juin 1886 à Wurtzbourg et mort le 13 mars 1952 à Munich) était un officier allemand qui devint lieutenant général de la police puis chef de groupe SS (gruppenfurher) pendant la Seconde Guerre mondiale. Il fut aussi chef adjoint de la police à Munich et commandant de l'Ordnungspolizei (BdO) au commissariat du Reich pour l'Ukraine d'où il mena des campagnes de massacres contre les Juifs.

## Biographie jusqu'en 1933
Après avoir fréquenté l'école primaire (Volksschule) de Munich, Von Oelhafen fréquenta un lycée humaniste à Bamberg de 1896 à 1899.  
Il commence ensuite sa carrière en tant qu'officier professionnel dans l'armée bavaroise et rejoint d'abord le corps des cadets Bavarois à Munich. De là, il entre le 2 juillet 1906 dans le 2e régiment d'artillerie de campagne "Horn" à Wurtzbourg. Après avoir fréquenté l'école de guerre de Munich pendant près d'un an, il termine sa formation d'officier en février 1907. D'octobre 1909 à juillet 1910, il est diplômé de l'école d'artillerie et d'ingénierie de Munich en tant que lieutenant. 
À partir d'août 1914, il participe à la Première Guerre mondiale en tant qu'adjudant de la première division de son régiment régulier puis en tant qu'Oberleutenant (équivalent de lieutenant). De mars 1915 à novembre 1917, il est chef de batterie au 20e régiment d'artillerie de campagne. Von Oelhafen est promu Hauptmann (équivalent de capitaine) en septembre 1916, et devient chef de la 4e batterie du régiment, appartenant ainsi à l'état-major du régiment. En mai 1918, Von Oelhafen arrive à la 84e Brigade de l'artillerie de campagne et est transférée peu de temps après à l'état-major du commandant d'artillerie n°125 et en juin 1918 à l'état-major du commandant d'artillerie n°129. 
Après la fin de la guerre, de novembre 1918 à janvier 1919, il rejoint son régiment régulier. Au printemps 1919, il commande un groupe de corps francs volontaires à Wurtzbourg qui se livre à des interrogations de membres de l'insurrection spartakistes dans la ville. À partir de juin 1919, il est affecté au 23e régiment d'artillerie de l’armée allemande, stationnée à Bamberg et prend des mesures contre les insurgés spartakiste à Hof et Suhl en mars 1920.  
De 1920 à 1922, il a été membre de l'Alliance Nationaliste Allemande de Protection et de Défense à Bamberg. 
Après avoir été démobilisé, il rejoint la police régulière bavaroise de Bamberg d'octobre 1920 à 1931 ou il fera partie de l'état-major de la police d'État de Bamberg. Il a ensuite déménagé à Munich en tant que commandant de section de la police de protection. 

## Nazisme
Après la prise de pouvoir de Hitler, Von Oelhafen est lieutenant-colonel de police et commande la police de protection (Schutzpolizei) de Munich de début juin 1933 jusqu'à fin septembre 1937. À partir de juillet 1934, après le meurtre d'August Schneidhuber au cours du de la nuit des longs couteaux,  Von Oelhafen devient aussi chef de police adjoint de la police de Munich. Du début octobre 1937 à la fin mai 1938, il est colonel puis commandant de la police de protection de Dresde, puis, jusqu'au début décembre 1939, d'abord comme député puis officiellement comme inspecteur de la police régulière (IdO) en Saxe. 
Au moment de l'Anschluss, il dirige le groupe de police 8 et est responsable de la Styrie, de la Carinthie et du Tyrol oriental jusqu'à fin avril 1938. Après l'occupation des Sudètes, il est le commandant du premier régiment de police et du BdO dans la section « Bohême du Nord » à Aussig du début octobre 1938 au début décembre 1938. 
Début mai 1937, Von Oelhafen rejoint le NSDAP (numéro de membre 4.736.616). Le 20 avril 1939 Von Oelhafen est incorporé, à sa demande, dans la SS (SS no. 327493) comme Standartenführer, puis est promu Oberführer en avril 1940 et ensuite chefs de brigade SS en avril 1941 et finalement chef de groupe en décembre 1941. 

## Seconde Guerre mondiale
Au début de la Seconde Guerre mondiale, Von Oelhafen devient IdO en janvier 1940 pour la région militaire Allemande I (Wehrkreis) dont les bureaux sont à Königsberg. En octobre 1940, il est promu General major de la police. Début mai 1941, il succède à Jürgen von Kamptz comme BdO au Protectorat de Bohême- Moravie, basé à Prague, et est remplacé par Paul Riege début septembre 1941. 
Après l'opération Barbarossa, Von Oelhafen réside à Kiev de septembre 1941 à octobre 1942 en tant que commandant de l'Orpo (BdO) pour le Reichkommissariat de l'Ukraine. Il joue également un rôle déterminant en tant qu'auteur de la Shoah : en novembre 1941, il dirige le massacre de Juifs du ghetto de Rovno car le Einsatzkommando 5  du Einsatzgruppe C n'était pas encore opérationnel. En coopération avec le commissaire local Werner Beer, il mit en place une escouade meurtrière composée à partir des bataillons de police 69, 315, 320, de la Compagnie de l'Est et de certains membres d'Einsatzkommando 5. Ils tueront plus de 17 000 Juifs dans une forêt près de Sosenki. En décembre 1941, il est promu lieutenant général de police et chef de groupe SS. Du début septembre 1942 au 10 octobre 1942, il dirige le « personnel de contrôle des gangs » du supérieur supérieur SS et chef de police (HSSPF) en Ukraine. Son successeur en tant que BdO Ukraine sera Adolf von Bomhard. 
D'octobre 1942 à début février 1944, il a été IdO et plus tard BdO au HSSPF Süd dans la région militaire Allemande VII dont le quartier général est à Munich. Il a ensuite quitté le service de police.

## Après-guerre
On ne sait pas dans quelle mesure Von Oelhafen a été emprisonné et dénazifié après la guerre. Cependant, il fut interrogé comme témoin aux procès de Nuremberg les 5 et 28 mai 1947. Il a ensuite vécu à Lichtenfels. 